# Відпущеник
Відпущеник — соціальний стан в рабовласницьких суспільствах, колишній раб відпущений власником на свободу. Зазвичай відпущеники (а часом і їх нащадки) не набували усіх прав вільних (вільнонароджених) людей, а були обмежені в правах, неповноправні. Як правило колишній господар і далі вважався патроном відпущеника та зберігав над ним певну владу. В стародавній Греції існував навіть закон, що колишній пан будь коли міг знову обернути відпущеника в рабство.
Як правило існувало два джерела відпущеників. По-перше самі господарі відпускали рабів на волю чи то через добре до них ставлення, або ж в разі втрати працездатності. По-друге, рабів відпускали за викуп, тим більше, що закони багатьох часів та народів визнавали за рабами право на власність. Практика відпуску мала ще одне цілком раціональне пояснення — раби мали надію отримати волю законним шляхом, перш за все догоджаючи господарям в надії на їхнє добре ставлення або ж накопичуючи гроші на викуп. І те й інше було значно вигідніше, аніж спроби звільнитися чи помстися з безнадії.
Зазвичай відпущеники становили соціальні низи суспільства. Розуміючи що в них нема шансів піднятися наверх такими шляхами як державна чи військова служба тощо, вони часто вкладали свою енергію в ремесло та комерцію і часом досягали значних успіхів. Антична література повна типажів розбагатілих відпущеників — нахабних та некультурних скоробагатьків що починали з підлизування до панів, а вибилися в люди нічим не гребуючи. Однак дослідження вказують, що більшість відпущеників ставали скромними ремісниками, що любили свою професію та не пробували пробитися уверх соціальною драбиною сподіваючись на кращу долю не для себе, а хіба для нащадків.